# 481-й гаубичный артиллерийский полк
481-й гаубичный артиллерийский полк — воинская часть Вооружённых Сил СССР в Великой Отечественной войне.

### История
Полк был сформирован задолго до Великой Отечественной войны и на 22 июня 1941 года находился в приграничной полосе в местечке Калвари (Литовская ССР). Первый состав полка, вероятно, погиб в первые дни Великой Отечественной войны. Командиром полка в тот момент был майор Бояринцев.
26 июля 1941 года 28-й гаубичный полк 28-й танковой дивизии вместе со всем личным составом и материальной частью вошёл в состав 128-й стрелковой дивизии и был переименован в 481-й гаубичный артиллерийский полк. Командиром полка стал майор Орлов. В этом составе полк не прекращал своей боевой деятельности вплоть до вхождения в состав 311-й стрелковой дивизии в сентябре 1941 года и слияния с остатками разбитого 855-го артиллерийского полка.
16 августа 1941 года в бою под Сырково Новгородской области пехотой противника был атакован штаб 128-й стрелковой дивизии. Командир полка майор Орлов собрал всех подчинённых, находившихся на своём НП, и скомандовав: «Вперёд, товарищи, в атаку!», возглавил контратаку артиллеристов и спас штаб дивизии от захвата.
26 августа 1941 года 481-й гаубичный артиллерийский полк участвовал в бою за переправу через реку Тигода, прикрывая отход на север остатков 311-й стрелковой дивизии, где потерял половину своего личного состава и материальной части. С этого момента полк действовал в составе 311-й стрелковой дивизии сначала как отдельная боевая единица, а с 6 сентября 1941 года по распоряжение маршала К. Е. Ворошилова был обращён на формирование 855-го артиллерийского полка.